# سمور-ان-اوگزوا
سمور-ان-اوگزوا (به فرانسوی: Semur-en-Auxois) یک کمون در فرانسه است که در Canton of Semur-en-Auxois واقع شده‌است.

## خصوصیات
سمور-ان-اوگزوا ۱۹٫۱۴ کیلومترمربع مساحت و ۴٬۲۴۰ نفر جمعیت دارد و ۲۸۶ متر بالاتر از سطح دریا واقع شده‌است.

## خواهرخوانده
شهر لایگولیا خواهرخواندهٔ سمور-ان-اوگزوا هست.